# Диво сърце (теленовела, 1966)
Диво сърце (на испански: Corazón salvaje) е мексиканска теленовела, режисирана и продуцирана от Ернесто Алонсо за Telesistema Mexicano през 1966 г. Това е първата мексиканска телевизионна адаптация, създадена по едноименния роман от писателката Каридад Браво Адамс.
В главните роли са Хулиса и Енрике Лисалде, а в отрицателните - Жаклин Андере и Енрике Алварес Феликс.

## Сюжет
Историята се развива на карибския остров Мартиника, в началото на 20. век. Моника Молнар, дъщеря на графиня Де Молнар, става монахиня, разочарована, че найната сестра, Айме е напът да се омъжи за човека, когото обича - братовчед им, Ренато. Един ден Моника пристига, за да посети семейството си и разбира, че Айме има любовна авантюра с пирата-контрабандист Хуан дел Диабло. Тя веднага ги изобличава и заради отношението, което тя има към непристойното им поведение, получава прякора си „Света Моника“ от Хуан дел Диабло.
Тримата отиват в хасиендата „Кампо Реал“, собственост на Ренато. Той знае, че Хуан е незаконен син на баща му, и се стреми винаги за го защитава, без да знае, че той е любовник на годеницата му и че го мрази. Не след дълго, Ренато започва да подозира Айме в изневяра и започва да я следи, мислейки си, че ще я хване с Хуан. За да избегне трагедията, Моника е готова на всичко. Когато Ренато вижда тримата в хасиендата, си мисли, че тази, който е любовница на Хуан, е Моника и затова я принуждава да се омъжи за него.
След сватбата Моника моли Хуан да я върне в манастира, но той я отвежда на лодката си, впускайки се в приключенско пътуване из Карибско море. По време на пътешествието тя постепенно оставя страха, който изпитва към Хуан, зад себе си и започва да опознава добрите черти, които той притежава, като се влюбва в него. Това пътуване отвежда двамата към бреговете на истинската любов.

## Актьори
- Хулиса - Моника Молнар
- Енрике Лисалде - Хуан дел Диабло
- Жаклин Андере - Айме Молнар Д'Аутремонт
- Енрике Алварес Феликс - Ренато Д'Аутремонт
- Мигел Мансано - Дон Педро Ноел
- Беатрис Пас - Доня София Д'Аутремонт
- Грасиела Нахера
- Фани Шилер
- Сокоро Авелар - Ана
- Умберто Хименес Понс
- Армандо Акоста - Баутиста
- Федора Капдевия - Кума
- Маноло Гарсия - Кръстикът на Хуан
- Фернандо Мендоса - Съдията
- Хуан Карлос Мендес - Хуан (дете)

## Премиера
Премиерата на Диво сърце е през 1966 г. по Canal 2.

## Версии
Кино
- Corazón salvaje, игрален филм от 1956 г., с участието на Марта Рот, Карлос Наваро, Кристиан Мартел и Рафаел Бертанд.
- Диво сърце, игрален филм от 1968 г., с участието на Анхелика Мария, Хулио Алеман, Тереса Веласкес и Мануел Хил.

Телевизия
- Juan del Diablo, пуерториканска теленовела, продуцирана от Телемундо през 1966 г., с участието на Браулио Кастийо, Гладис Родригес, Мартита Мартинес и Хосе Йедра.
- Диво сърце, мексиканска теленовела, продуцирана от Ернесто Алонсо за Телевиса през 1977 г., с участието на Анхелика Мария, Мартин Кортес, Сусана Досамантес и Фернандо Айенде.
- Диво сърце, мексиканска теленовела, продуцирана от Хосе Рендон за Телевиса през 1993 г., с участието на Едит Гонсалес, Едуардо Паломо, Ана Колчеро и Ариел Лопес Падия.
- Непокорно сърце, продуцирана от Салвадор Мехия за Телевиса през 2009 г., с участието на Арасели Арамбула, Езуардо Яниес и Кристиан де ла Фуенте. Тази версия съчетава сюжети от романа на Каридад Браво Адамс и теленовелата Аз купувам тази жена от 1990 г., в която участват Летисия Калдерон и Едуардо Яниес, създадена по едноименната радионовела от Олга Руелопес.